# Romualdo Lafuente
Romualdo (de) Lafuente (o La Fuente) y Pardo (ca. 1820 - ca. 1876), actor, empresario teatral, periodista, y diputado español del Partido Democrático.

## Biografía
Fue actor y empresario teatral en el Teatro Guimerá de Santa Cruz de Tenerife (1851). Viajó a Madrid, donde redactó en los periódicos El Huracán (1840-1843); La Voz del Pueblo (1855-1856, durante los cuatro meses que pudo imprimirse y que dirigió en las ausencias de Roque Barcia, junto a los redactores Francisco Pi y Margall, Antonio Ignacio Cervera y Fernando Garrido); La Discusión (1858) y El Pueblo (1860), y dirigió La Bandera Roja (1870). También fue colaborador de El Porvenir de Canarias (1852-3), un periódico de Las Palmas de Gran Canaria. Formó parte de la conspiración y rebelión republicana del 12 de noviembre de 1856 en Málaga, organizada un mes antes por él junto a Sixto Cámara y Bernardo García. Conspiró igualmente en Madrid (1862) junto al carbonario Ricardo Martínez Pérez, León Merino y otros para levantar una insurrección en Aragón que debía estar dirigida por el teniente Domingo Moriones y Murillo, pero el complot fue descubierto y tuvo que esconderse. En mayo de 1863 andaba por Cádiz, también envuelto en conspiraciones. Estuvo exiliado en Lisboa junto a los dirigentes desterrados del núcleo antidinástico, en especial Eduardo Ruiz Pons y Nicolás Díaz y Pérez, y creó con ellos una brigada llamada Legión Ibérica para luchar por la unidad e independencia de Italia junto a Garibaldi y Mazzini, de la cual fue nombrado jefe. Volvió a España durante la Revolución de 1868, en concreto Málaga, donde participó en la revolución pronunciando discursos republicanos en el club de San Felipe de Neri, dirigiendo un periódico y organizando mítines junto a Fernando Garrido. En alguno de sus mítines, como el dado en Alora, llegó a haber entre cinco y seis mil campesinos. En Málaga presidió una junta soberana que se opuso al gobierno, pero disuelta a cañonazos, tuvo que refugiarse en Orán, donde imprimió su versión de los hechos. Fue diputado por Sevilla en las elecciones de 1872 y 1873 y uno de los redactores de La Avispa de Málaga (1875), periódico satírico dirigido por Teobaldo Nieva. 
Llevó también al teatro y a la imprenta obras de propaganda revolucionaria (en ese tiempo era revolucionario el programa del partido Demócrata: la República Federal, la soberanía nacional sin límites en la que el pueblo votase las leyes aprobadas por sus representantes y tuviese el derecho de cambiar la Constitución y la forma de gobierno, el sufragio universal, la instrucción primaria gratuita y obligatoria, el reparto de tierras desamortizadas entre los campesinos proletarios, la supresión de quintas y la reducción de impuestos). Se cita como suya una biografía del general José de San Martín que publicó con su nombre, pero, como descubrió Carlos I. Salas, autor de una bibliografía de obras sobre este personaje histórico, es un plagio de la obra anónima El general San Martín (Buenos Aires, 1863), escrita en realidad por el doctor Juan Alaría Gutiérrez, que fue muy difundida y reimpresa bajo el nombre de Lafuente. Al principio su teatro era sobre todo costumbrista, pero con un claro matiz social.

## Obras

### Teatro
- La venganza del Templado y muerte de Valle-ignoto: drama de costumbres andaluzas, en dos actos escrita en verso en diferentes metros. Cádiz, Imp. de La Revista Médica, 1849.
- ''La coqueta y el soldado, estrenada en Santa Cruz de Tenerife en 1851.
- Borrascas de un bodegón: comedia en un acto; costumbres del pueblo bajo andaluz y parodia del sublime drama, Borrascas Del Corazón. Cádiz, Imp., Libr. y litogr. de la Revista Medica, 1852.
- La ninfa de los mares: comedia de magia en tres actos y en verso de los señores Romualdo Lafuente y Francisco Tirado, Madrid: Imprenta de Vicente de Lalama, 1855.
- Curro bravo el gaditano: comedia en tres actos escrita en verso. Madrid: Impr. de V. de Lalama, 1855.
- Con Antonio Benigno Cabrera, El triunfo del pueblo libre en 1820: Drama histórico contemporáneo en tres actos, original y en verso. Madrid, C. González, 1856.
- La hada del bosque: drama de costumbres modernas, en cuatro actos y en verso, Madrid: C. González, 1861; existe también en manuscrito.
- AB-del-motri ó Guerras fratricidas: drama en cinco actos y en verso, Madrid: Imprenta de M. Álvarez, 1861.
- La muerte de Sixto Cámara: episodio histórico-dramático en dos cuadros y en verso, Madrid: Imp. de J. A. Garcia, 1872.
- Dificultades, comedia en un acto y en verso..., Madrid, 1875.

### Otras obras
- A las armas ó a las urnas: folleto político, Madrid: Imp. de santo Larxé, 1872.
- Biografía del ilustre general Americano Don J. de San Martín, resumida de documentos auténticos. Paris: Poissy, 1868; reimpreso en 1872, 1879, 1896 y 1913; en realidad esta obra no es suya, sino que podría ser la reimpresión de otra biografía anterior impresa anónima con la que apenas se lleva unas pocas diferencias.
- Málaga y sus opresores. Relato verídico de los últimos sucesos de Málaga, Orán, 1869.
- "El pasado, el presente y el porvenir", en VV. AA. Compendio de lo más útil, é indispensable del saber humano en filosofía, ciencias, literatura, artes y política. Con el Calendario Republicano para 1871. Redactado por los distinguidos ciudadanos Emilio Castelar, Roque Barcia, Fco. Pi y Margall, Estanislao Figueras, Fernando Garrido, Francisco Suñer y Capdevilla, Roberto Robert, Juan Pablo Soler, José Mª Orense, José Paul y Angulo, Francisco García López, Ramón de Cala, Romualdo Lafuente (...) Narcisa de Paz y Molin, Modesta Periú, y Carolina Pérez. Madrid: J. Castro y Compañía, Editores, 1870, 2 vols. pp. 581-611.
- Buenos padres, buenos hijos, novela... original, París: Rosa y Bouret, 1875.